# Première Nation de Pauingassi
La Première Nation de Pauingassi est une bande indienne de la Première Nation anishinaabe du Manitoba au Canada. Elle possède une réserve, Pauingassi, située à environ 280 km au nord-est de Winnipeg et à 24 km au nord de Little Grand Rapids sur une péninsule s'étirant vers le sud dans le lac Fishing, un affluent de la rivière Berens. En mai 2009, elle avait une population totale enregistrée de 589 membres dont 544 vivaient sur la réserve. Elle faisait originellement partie de la Première Nation de Little Grand Rapids, mais elle s'en sépara le 7 octobre 1991.

## Histoire
Pauingassi a obtenu son statut de réserve en 1988. La Première Nation de Pauingassi a été créée le 7 octobre 1991 en se séparant de la Première Nation de Little Grand Rapids.

## Géographie
La Première Nation de Pauingassi possède une réserve nommée Pauingassi. Celle-ci couvre une superficie de 260,60 hectares et est située sur une péninsule s'étirant vers le sud dans le lac Fishing, un affluent de la rivière Berens, à environ 280 km au nord-est de Winnipeg et à 24 km au nord de Little Grand Rapids.

## Gouvernement
La Première Nation de Pauingassi est gouvernée par un conseil élu composé d'un chef et de trois conseillers.

## Annexe